# Leucania
Leucania é um gênero de traça pertencente à família Arctiidae.